# Primetime Emmy a la millor actriu convidada en sèrie dramàtica
El premi Primetime Emmy a la millor actriu convidada en una sèrie dramàtica (en anglès: Primetime Emmy Award for Outstanding Guest Actress in a Drama Series) és un premi que l'Acadèmia d'Arts i Ciències de la Televisió (ATAS) atorga anualment. S'ofereix en honor a una actriu que ha fet una actuació destacada en un paper protagonista convidat en una sèrie dramàtica de televisió per a la temporada de la cadena de primetime.
El premi es va lliurar per primera vegada a la 27a edició dels Primetime Emmy el 19 de maig de 1975 a Zohra Lampert, per la seva actuació a Kojak, i a Cloris Leachman, pel seu paper a The Mary Tyler Moore Show. Ha sofert diversos canvis de nom, originalment homenatjant aparicions individuals principals i secundàries en sèries de drama i comèdia fins al 1978. El premi es va presentar de nou a la 38a edició dels Primetime Emmy el nom d' Intèrpret convidat destacat en una sèrie dramàtica , homenatjant actors i actrius de papers protagonistes convidats a sèries de televisió. El 1989, la categoria es va dividir en categories per a cada gènere, el que va provocar el canvi de nom pel seu títol actual.
Des dels seus inicis, el premi ha estat atorgat a 35 actrius. Patricia Clarkson, Cherry Jones, Shirley Knight, Margo Martindale, Amanda Plummer, i Alfre Woodard han guanyat més premis en aquesta categoria, amb dos cadascun. Cicely Tyson ha estat nominada al premi en cinc ocasions, la majoria de la categoria. Mentrestant, Law & Order: Special Victims Unit té la majoria de guardonats, amb 5 guanyadors procedents de la sèrie.

## Guanyadors i nominats
El guanyador de cada any es mostra sobre fons groc:

### Dècada del 1970
| Any                                                                          | Actriu                       | Programa                                     | Personatge                              | Episodi(s) | Cadena |
| ---------------------------------------------------------------------------- | ---------------------------- | -------------------------------------------- | --------------------------------------- | ---------- | ------ |
| 1975 (27ns)                                                                  |                              |                                              |                                         |            |        |
| Zohra Lampert                                                                | Kojak                        | Marina Sheldon                               | "Queen of the Gypsies"                  | CBS        |        |
| Cloris Leachman                                                              | The Mary Tyler Moore Show    | Phyllis Lindstrom                            | "Phyllis Whips Inflation"               | CBS        |        |
| Shelley Winters                                                              | McCloud                      | Thelma                                       | "The Barefoot Girls of Bleaker Street"  | NBC        |        |
| 1976 (28ns)                                                                  |                              |                                              |                                         |            |        |
| Millor actriu protgaonista en aparició única en sèrie de comèdia o dramàtica |                              |                                              |                                         |            |        |
| Kathryn Walker                                                               | The Adams Chronicles         | Abigail Adams                                | "John Adams, Lawyer"                    | PBS        |        |
| Helen Hayes                                                                  | Hawaii Five-O                | Aunt Clara                                   | "Retire In Sunny Hawaii... Forever"     | CBS        |        |
| Sheree North                                                                 | Marcus Welby, M.D.           | June Monica                                  | "How Do You Know What Hurts Me?"        | ABC        |        |
| Pamela Payton-Wright                                                         | The Adams Chronicles         | Louisa Catherine Adams                       | "John Quincy Adams, Diplomat"           | PBS        |        |
| Martha Raye                                                                  | McMillan & Wife              | Agatha                                       | "Greed"                                 | NBC        |        |
| Millor actriu secundària en una única aparició en sèrie còmica o dramàtica   |                              |                                              |                                         |            |        |
| Fionnula Flanagan                                                            | Rich Man, Poor Man           | Clothilde                                    | "Part II"                               | ABC        |        |
| Kim Darby                                                                    | Rich Man, Poor Man           | Virginia Calderwood                          | "Part II"                               | ABC        |        |
| Ruth Gordon                                                                  | Rhoda                        | Carlton's Mother                             | "Kiss Your Epaulets Goodbye"            | CBS        |        |
| Eileen Heckart                                                               | The Mary Tyler Moore Show    | Flo Meredith                                 | "Mary's Aunt"                           | CBS        |        |
| Kay Lenz                                                                     | Rich Man, Poor Man           | Kate Jordache                                | "Part VIII"                             | ABC        |        |
| 1977 (29ns)                                                                  |                              |                                              |                                         |            |        |
| Millor actriu protagonista en una única aparició en sèrie còmica o dramàtica |                              |                                              |                                         |            |        |
| Beulah Bondi                                                                 | The Waltons                  | Aunt Martha Corinne Walton                   | "The Pony Cart"                         | CBS        |        |
| Susan Blakely                                                                | Rich Man, Poor Man Book II   | Julie Prescott                               | "Chapter 1"                             | ABC        |        |
| Madge Sinclair                                                               | Roots                        | Bell Reynolds                                | "Part IV"                               | ABC        |        |
| Leslie Uggams                                                                | Roots                        | Kizzy Reynolds                               | "Part VI"                               | ABC        |        |
| Jessica Walter                                                               | The Streets of San Francisco | Maggie Jarris / Mrs. Reston / Mrs. McCluskey | "Till Death Do Us Part"                 | ABC        |        |
| Millor actriu secundària en una única aparició en sèrie còmica o dramàtica   |                              |                                              |                                         |            |        |
| Olivia Cole                                                                  | Roots                        | Mathilda                                     | "Part VIII"                             | ABC        |        |
| Sandy Duncan                                                                 | Roots                        | Missy Anne Reynolds                          | "Part V"                                | ABC        |        |
| Eileen Heckart                                                               | The Mary Tyler Moore Show    | Flo Meredith                                 | "Lou Proposes"                          | CBS        |        |
| Cicely Tyson                                                                 | Roots                        | Binta                                        | "Part I"                                | ABC        |        |
| Nancy Walker                                                                 | Rhoda                        | Ida Morgenstern                              | "The Separation"                        | CBS        |        |
| 1978 (30ns)                                                                  |                              |                                              |                                         |            |        |
| Millor actriu protagonista en una única aparició en sèrie còmica o dramàtica |                              |                                              |                                         |            |        |
| Rita Moreno                                                                  | The Rockford Files           | Rita Capkovic                                | "The Paper Palace"                      | NBC        |        |
| Patty Duke                                                                   | Having Babies III            | Leslee Wexler                                | N/D                                     | ABC        |        |
| Kate Jackson                                                                 | Jamie at 16                  | Robin                                        | "Pilot"                                 | NBC        |        |
| Jayne Meadows                                                                | Meeting of Minds             | Florence Nightingale                         | "Luther, Voltaire, Plato, Nightingale"  | PBS        |        |
| Irene Tedrow                                                                 | Jamie at 16                  | Miss Jordan                                  | "Ducks"                                 | NBC        |        |
| Millor actriu secundària en una única aparició en sèrie còmica o dramàtica   |                              |                                              |                                         |            |        |
| Blanche Baker                                                                | Holocaust                    | Anna Weiss                                   | "Part I"                                | NBC        |        |
| Ellen Corby                                                                  | The Waltons                  | Esther Walton                                | "Grandma Comes Home"                    | CBS        |        |
| Jeanette Nolan                                                               | The Awakening Land           | Granny McWhirter                             | "Part I"                                | NBC        |        |
| Beulah Quo                                                                   | Meeting of Minds             | Empress Tz'u-hsi                             | "Douglass, Tz'u-Hsi, Beccaria, De Sade" | PBS        |        |
| Beatrice Straight                                                            | The Dain Curse               | Alice Dain Leggett                           | "Part 1"                                | CBS        |        |

### 1980s
| Any                                              | Actriu                                           | Programa                                         | Personatge                                       | Episodi(s)                                       | Cadena                                           |                                                  |
| Millor actuació convidada en una sèrie dramática | Millor actuació convidada en una sèrie dramática | Millor actuació convidada en una sèrie dramática | Millor actuació convidada en una sèrie dramática | Millor actuació convidada en una sèrie dramática | Millor actuació convidada en una sèrie dramática | Millor actuació convidada en una sèrie dramática |
| ------------------------------------------------ | ------------------------------------------------ | ------------------------------------------------ | ------------------------------------------------ | ------------------------------------------------ | ------------------------------------------------ | ------------------------------------------------ |
| 1986 (38ns)                                      |                                                  |                                                  |                                                  |                                                  |                                                  |                                                  |
| John Lithgow                                     | Amazing Stories                                  | John Walters                                     | "The Doll"                                       | NBC                                              |                                                  |                                                  |
| Whoopi Goldberg                                  | Moonlighting                                     | Camille                                          | "Camille"                                        | ABC                                              |                                                  |                                                  |
| Edward Herrmann                                  | St. Elsewhere                                    | Father Joseph McCabe                             | "Time Heals"                                     | NBC                                              |                                                  |                                                  |
| Peggy McCay                                      | Cagney & Lacey                                   | Mrs. Carruthers                                  | "Mothers and Sons"                               | CBS                                              |                                                  |                                                  |
| James Stacy                                      | Cagney & Lacey                                   | Ted Peters                                       | "The Gimp"                                       | CBS                                              |                                                  |                                                  |
| 1987 (39ns)                                      |                                                  |                                                  |                                                  |                                                  |                                                  |                                                  |
| Alfre Woodard                                    | L.A. Law                                         | Adrianne Moore                                   | "Pilot"                                          | NBC                                              |                                                  |                                                  |
| Steve Allen                                      | St. Elsewhere                                    | Lech Osoranski                                   | "Visiting Daze"                                  | NBC                                              |                                                  |                                                  |
| Jeanne Cooper                                    | L.A. Law                                         | Gladys Becker                                    | "Fry Me to the Moon"                             | NBC                                              |                                                  |                                                  |
| Edward Herrmann                                  | St. Elsewhere                                    | Father Joseph McCabe                             | "Where There's Hope, There's Crosby"             | NBC                                              |                                                  |                                                  |
| Jayne Meadows                                    | St. Elsewhere                                    | Olga Osoranski                                   | "Visiting Daze"                                  | NBC                                              |                                                  |                                                  |
| 1988 (40ns)                                      |                                                  |                                                  |                                                  |                                                  |                                                  |                                                  |
| Shirley Knight                                   | Thirtysomething                                  | Ruth Murdock                                     | "The Parents Are Coming"                         | ABC                                              |                                                  |                                                  |
| Imogene Coca                                     | Moonlighting                                     | Clara DiPesto                                    | "Los Dos DiPietos"                               | ABC                                              |                                                  |                                                  |
| Lainie Kazan                                     | St. Elsewhere                                    | Frieda Fiscus                                    | "The Abby Singer Show"                           | NBC                                              |                                                  |                                                  |
| Gwen Verdon                                      | Magnum, P.I.                                     | Catherine Peters                                 | "Infinity And Jelly Doughnuts"                   | CBS                                              |                                                  |                                                  |
| Alfre Woodard                                    | St. Elsewhere                                    | Dr. Roxanne Turner                               | "The Abby Singer Show"                           | NBC                                              |                                                  |                                                  |
| Millor actriu convidada en una sèrie dramàtica   |                                                  |                                                  |                                                  |                                                  |                                                  |                                                  |
| 1989 (41st)                                      |                                                  |                                                  |                                                  |                                                  |                                                  |                                                  |
| Kay Lenz                                         | Midnight Caller                                  | Tina Cassidy                                     | "After It Happened"                              | NBC                                              |                                                  |                                                  |
| Shirley Knight                                   | The Equalizer                                    | Kay                                              | "Time Present, Time Past"                        | CBS                                              |                                                  |                                                  |
| Jean Simmons                                     | Murder, She Wrote                                | Eudora McVeigh                                   | "Mirror, Mirror on the Wall: Part 1"             | CBS                                              |                                                  |                                                  |
| Maureen Stapleton                                | B.L. Stryker                                     | Auntie Sue                                       | "Auntie Sue"                                     | ABC                                              |                                                  |                                                  |
| Chloe Webb                                       | China Beach                                      | Laurette Barber                                  | "Chao Ong"                                       | ABC                                              |                                                  |                                                  |
| Teresa Wright                                    | Dolphin Cove                                     | Nina Rothman                                     | "The Elders"                                     | CBS                                              |                                                  |                                                  |

### Dècada del 1990
| Any                 | Actriu                        | Programa                  | Personatge                              | Episodi(s)               | Cadena         |
| ------------------- | ----------------------------- | ------------------------- | --------------------------------------- | ------------------------ | -------------- |
| 1990 (42ns)         |                               |                           |                                         |                          |                |
| Viveca Lindfors     | Life Goes On                  | Mrs. Doubcha              | "Save the Last Dance for Me"            | ABC                      |                |
| Ruby Dee            | China Beach                   | Ruby                      | "Skylark"                               | ABC                      |                |
| Colleen Dewhurst    | Road to Avonlea               | Marilla Cuthbert          | "The Quarantine at Alexander Abraham's" | Disney                   |                |
| Shirley Knight      | Thirtysomething               | Ruth Murdoch              | "Arizona"                               | ABC                      |                |
| Kay Lenz            | Midnight Caller               | Tina Cassidy              | "Someone to Love"                       | NBC                      |                |
| 1991 (43ns)         |                               |                           |                                         |                          |                |
| Peggy McCay         | The Trials of Rosie O'Neill   | Irene Hayes               | "State of Mind"                         | CBS                      |                |
| Eileen Brennan      | Thirtysomething               | Margaret Weston           | "Sifting The Ashes"                     | ABC                      |                |
| Colleen Dewhurst    | Road to Avonlea               | Marilla Cuthbert          | "The Materializing of Duncan McTavish"  | Disney                   |                |
| Penny Fuller        | China Beach                   | Margaret Mary McMurphy    | "Fever"                                 | ABC                      |                |
| 1992 (44ns)         | Valerie Mahaffey              | Northern Exposure         | Eve                                     | "The Bumpy Road to Love" | CBS            |
| 1992 (44ns)         | Barbara Barrie                | Law & Order               | Mrs. Bream                              | "Vengeance"              | NBC            |
| 1992 (44ns)         | Shirley Knight                | Law & Order               | Melanie Currants                        | "The Wages of Love"      | NBC            |
| 1992 (44ns)         | Kate Nelligan                 | Road to Avonlea           | Sydney Carver                           | "After the Honeymoon"    | Disney Channel |
| 1993 (45ns)         |                               |                           |                                         |                          |                |
| Elaine Stritch      | Law & Order                   | Lanie Stieglitz           | "Point of View"                         | NBC                      |                |
| Bibi Besch          | Northern Exposure             | Jane O'Connell            | "Grosse Pointe 48230"                   | CBS                      |                |
| Rosanna Carter      | I'll Fly Away                 | Eulalia Jefferson         | "What's in a Name"                      | NBC                      |                |
| Diane Ladd          | Dr. Quinn, Medicine Woman     | Charlotte Cooper          | "Pilot"                                 | CBS                      |                |
| Gwen Verdon         | Homicide: Life on the Street  | Jessie Doohen             | "A Ghost of a Chance"                   | NBC                      |                |
| 1994 (46ns)         |                               |                           |                                         |                          |                |
| Faye Dunaway        | Columbo: It's All in the Game | Lauren Staton             | "It's All in the Game"                  | ABC                      |                |
| Bonnie Bedelia      | Fallen Angels                 | Sally Creighton           | "The Quiet Room"                        | Showtime                 |                |
| Stockard Channing   | Road to Avonlea               | Viola Elliott             | "The Minister's Wife"                   | Disney                   |                |
| Laura Dern          | Fallen Angels                 | Annie Ainsley             | "Murder, Obliquely"                     | Showtime                 |                |
| Penny Fuller        | NYPD Blue                     | Roberta Taub              | "Serge the Consierge"                   | ABC                      |                |
| Marlee Matlin       | Picket Fences                 | Laurie Bey                | "Dancing Bandit"                        | CBS                      |                |
| 1995 (47ns)         |                               |                           |                                         |                          |                |
| Shirley Knight      | NYPD Blue                     | Agnes Cantwell            | "Large Mouth Bass"                      | ABC                      |                |
| Amy Brenneman       | NYPD Blue                     | Janice Licalsi            | "For Whom the Skell Tolls"              | ABC                      |                |
| Rosemary Clooney    | ER                            | Madame X / Mary Cavanaugh | "Going Home"                            | NBC                      |                |
| Colleen Flynn       | ER                            | Jodi O'Brien              | "Love's Labor Lost"                     | NBC                      |                |
| CCH Pounder         | The X-Files                   | Agent Lucy Kazdin         | "Duane Barry"                           | Fox                      |                |
| 1996 (48ns)         |                               |                           |                                         |                          |                |
| Amanda Plummer      | The Outer Limits              | Dr. Theresa Givens        | "A Stitch in Time"                      | Showtime                 |                |
| Louise Fletcher     | Picket Fences                 | Christine Bey             | "Bye Bye, Bey Bey"                      | CBS                      |                |
| Penny Fuller        | ER                            | Mrs. Constantine          | "Welcome Back Carter"                   | NBC                      |                |
| Carol Kane          | Chicago Hope                  | Marguerite Birch          | "Stand"                                 | CBS                      |                |
| Maureen Stapleton   | Road to Avonlea               | Maggie MacPhee            | "What a Tangled Web We Weave"           | Disney                   |                |
| Lily Tomlin         | Homicide: Life on the Street  | Rose Halligan             | "The Hat"                               | NBC                      |                |
| 1997 (49ns)         |                               |                           |                                         |                          |                |
| Dianne Wiest        | Road to Avonlea               | Lillian Hepworth          | "Woman of Importance"                   | Disney                   |                |
| Veronica Cartwright | ER                            | Norma Houston             | "Who's Appy Now? Faith"                 | NBC                      |                |
| Diane Ladd          | Touched by an Angel           | Carolyn Sellers           | "An Angel By Any Other Name"            | CBS                      |                |
| Anne Meara          | Homicide: Life on the Street  | Donna DiGrazi             | "Hostage, Part 2"                       | NBC                      |                |
| Isabella Rossellini | Chicago Hope                  | Prof. Marina Giannini     | "Mother, May I"                         | CBS                      |                |
| 1998 (50ns)         |                               |                           |                                         |                          |                |
| Cloris Leachman     | Promised Land                 | Aunt Mooster              | "Mooster's Revenge"                     | CBS                      |                |
| Veronica Cartwright | The X-Files                   | Cassandra Spender         | "Patient X"                             | Fox                      |                |
| Swoosie Kurtz       | ER                            | Tina Marie Chambliss      | "Suffer the Little Children"            | NBC                      |                |
| Lili Taylor         | The X-Files                   | Marty Glenn               | "Mind's Eye"                            | Fox                      |                |
| Alfre Woodard       | Homicide: Life on the Street  | Dr. Roxanne Turner        | "Mercy"                                 | NBC                      |                |
| 1999 (51ns)         |                               |                           |                                         |                          |                |
| Debra Monk          | NYPD Blue                     | Katie Sipowicz            | "Hearts and Souls"                      | ABC                      |                |
| Veronica Cartwright | The X-Files                   | Cassandra Spender         | "Two Fathers"                           | Fox                      |                |
| Patty Duke          | Touched by an Angel           | Nancy Williams            | "I Do"                                  | CBS                      |                |
| Julia Roberts       | Law & Order                   | Katrina Ludlow            | "Empire"                                | NBC                      |                |
| Marion Ross         | Touched by an Angel           | Emma                      | "The Wind Beneath My Wings"             | CBS                      |                |

### Dècada del 2000
| Any               | Actriu                             | Programa                           | Personatge | Cadena |
| ----------------- | ---------------------------------- | ---------------------------------- | ---------- | ------ |
| 2000 (52ns)       |                                    |                                    |            |        |
| Beah Richards     | The Practice                       | Gertrude Turner                    | ABC        |        |
| Jane Alexander    | Law & Order                        | Regina Mulroney                    | NBC        |        |
| Jane Alexander    | Law & Order: Special Victims Unit  | Regina Mulroney                    | NBC        |        |
| Kathy Baker       | Touched by an Angel                | Ellen                              | CBS        |        |
| Marlee Matlin     | The Practice                       | Sally Berg                         | ABC        |        |
| Tracy Pollan      | Law & Order: Special Victims Unit  | Harper Anderson                    | NBC        |        |
| 2001 (53ns)       |                                    |                                    |            |        |
| Sally Field       | ER                                 | Maggie Wyczenski                   | NBC        |        |
| Kathy Baker       | Boston Public                      | Meredith Peters                    | Fox        |        |
| Dana Delany       | Family Law                         | Mary Sullivan                      | CBS        |        |
| Annabella Sciorra | The Sopranos                       | Gloria Trillo                      | HBO        |        |
| Jean Smart        | The District                       | Sherry Regan                       | CBS        |        |
| 2002 (54ns)       |                                    |                                    |            |        |
| Patricia Clarkson | Six Feet Under                     | Sarah O'Connor                     | HBO        |        |
| Illeana Douglas   | Six Feet Under                     | Angela                             | HBO        |        |
| Mary McDonnell    | ER                                 | Eleanor Carter                     | NBC        |        |
| Martha Plimpton   | Law & Order: Special Victims Unit  | Claire Rinato                      | NBC        |        |
| Lili Taylor       | Six Feet Under                     | Lisa Kimmel Fisher                 | HBO        |        |
| 2003 (55ns)       |                                    |                                    |            |        |
| Alfre Woodard     | The Practice                       | Denise Freeman                     | ABC        |        |
| Barbara Barrie    | Law & Order: Special Victims Unit  | Paula Haggerty                     | NBC        |        |
| Kathy Bates       | Six Feet Under                     | Bettina                            | HBO        |        |
| Farrah Fawcett    | The Guardian                       | Mary Gressler                      | CBS        |        |
| Tovah Feldshuh    | Law & Order                        | Danielle Melnick                   | NBC        |        |
| Sally Field       | ER                                 | Maggie Wyczenski                   | NBC        |        |
| 2004 (56ns)       |                                    |                                    |            |        |
| Sharon Stone      | The Practice                       | Sheila Carlisle                    | ABC        |        |
| Louise Fletcher   | Joan of Arcadia                    | Eva                                | CBS        |        |
| Marlee Matlin     | Law & Order: Special Victims Unit  | Dr. Amy Solwey                     | NBC        |        |
| Mare Winningham   | Law & Order: Special Victims Unit  | Sandra Blaine                      | NBC        |        |
| Betty White       | The Practice                       | Catherine Piper                    | ABC        |        |
| 2005 (57ns)       |                                    |                                    |            |        |
| Amanda Plummer    | Law & Order: Special Victims Unit  | Miranda Cole                       | NBC        |        |
| Jill Clayburgh    | Nip/Tuck                           | Bobbi Broderick                    | FX         |        |
| Swoosie Kurtz     | Huff                               | Madeleine Sullivan                 | Showtime   |        |
| Angela Lansbury   | Law & Order: Special Victims Unit  | Eleanor Duvall                     | NBC        |        |
| Angela Lansbury   | Law & Order: Trial by Jury         | Eleanor Duvall                     | NBC        |        |
| Cloris Leachman   | Joan of Arcadia                    | Aunt Olive                         | CBS        |        |
| 2006 (58ns)       |                                    |                                    |            |        |
| Patricia Clarkson | Six Feet Under                     | Sarah O'Connor                     | HBO        |        |
| Kate Burton       | Grey's Anatomy                     | Ellis Grey                         | ABC        |        |
| Joanna Cassidy    | Six Feet Under                     | Margaret Chenowith                 | HBO        |        |
| Swoosie Kurtz     | Huff                               | Madeleine Sullivan                 | Showtime   |        |
| Christina Ricci   | Grey's Anatomy                     | Hannah Davies                      | ABC        |        |
| 2007 (59ns)       |                                    |                                    |            |        |
| Leslie Caron      | Law & Order: Special Victims Unit  | Lorraine Delmas                    | NBC        |        |
| Kate Burton       | Grey's Anatomy                     | Ellis Grey                         | ABC        |        |
| Marcia Gay Harden | Law & Order: Special Victims Unit  | Dana Lewis                         | NBC        |        |
| Elizabeth Reaser  | Grey's Anatomy                     | Rebecca Pope / Ava                 | ABC        |        |
| Jean Smart        | 24                                 | Martha Logan                       | Fox        |        |
| 2008 (60ns)       |                                    |                                    |            |        |
| Cynthia Nixon     | Law & Order: Special Victims Unit  | Janis Donovan                      | NBC        |        |
| Ellen Burstyn     | Big Love                           | Nancy Davis Dutton                 | HBO        |        |
| Diahann Carroll   | Grey's Anatomy                     | Jane Burke                         | ABC        |        |
| Sharon Gless      | Nip/Tuck                           | Colleen Rose                       | FX         |        |
| Anjelica Huston   | Medium                             | Cynthia Keener                     | NBC        |        |
| 2009 (61ns)       |                                    |                                    |            |        |
| Ellen Burstyn     | Law & Order: Special Victims Unit  | Bernie Stabler                     | NBC        |        |
| Brenda Blethyn    | Law & Order: Special Victims Unit  | Linnie Malcolm / Caroline Cantwell | NBC        |        |
| Carol Burnett     | Law & Order: Special Victims Unit  | Bridget "Birdie" Sulloway          | NBC        |        |
| Sharon Lawrence   | Grey's Anatomy                     | Robbie Stevens                     | ABC        |        |
| CCH Pounder       | The No. 1 Ladies' Detective Agency | Andrea Curtin                      | HBO        |        |

### Dècada del 2010
| Any                | Actriu                            | Programa                      | Personatge                                                           | Episodi(s)                                                            | Cadena  |
| ------------------ | --------------------------------- | ----------------------------- | -------------------------------------------------------------------- | --------------------------------------------------------------------- | ------- |
| 2010 (62ns)        |                                   |                               |                                                                      |                                                                       |         |
| Ann-Margret        | Law & Order: Special Victims Unit | Rita Wills                    | "Bedtime"                                                            | NBC                                                                   |         |
| Shirley Jones      | The Cleaner                       | Lola Zellman                  | "Does Everybody Have a Drink?"                                       | A&E                                                                   |         |
| Elizabeth Mitchell | Lost                              | Dr. Juliet Burke              | "The End"                                                            | ABC                                                                   |         |
| Mary Kay Place     | Big Love                          | Adaleen Grant                 | "The Mighty and Strong"                                              | HBO                                                                   |         |
| Sissy Spacek       | Big Love                          | Marilyn Densham               | "End of Days"                                                        | HBO                                                                   |         |
| Lily Tomlin        | Damages                           | Marilyn Tobin                 | "Your Secrets Are Safe"                                              | FX                                                                    |         |
| 2011 (63ns)        |                                   |                               |                                                                      |                                                                       |         |
| Loretta Devine     | Grey's Anatomy                    | Adele Webber                  | "This Is How We Do It"                                               | ABC                                                                   |         |
| Cara Buono         | Mad Men                           | Dr. Faye Miller               | "Chinese Wall"                                                       | AMC                                                                   |         |
| Joan Cusack        | Shameless                         | Sheila Jackson                | "Frank Gallagher: Loving Husband, Devoted Father"                    | Showtime                                                              |         |
| Randee Heller      | Mad Men                           | Ida Blankenship               | "The Beautiful Girls"                                                | AMC                                                                   |         |
| Mary McDonnell     | The Closer                        | Sharon Raydor                 | "Help Wanted"                                                        | TNT                                                                   |         |
| Julia Stiles       | Dexter                            | Lumen Pierce                  | "In the Beginning"                                                   | Showtime                                                              |         |
| Alfre Woodard      | True Blood                        | Ruby Jean Reynolds            | "Night of the Sun"                                                   | HBO                                                                   |         |
| 2012 (64ns)        |                                   |                               |                                                                      |                                                                       |         |
| Martha Plimpton    | The Good Wife                     | Patti Nyholm                  | "The Dream Team"                                                     | CBS                                                                   |         |
| Joan Cusack        | Shameless                         | Sheila Jackson                | "Can I Have a Mother"                                                | Showtime                                                              |         |
| Loretta Devine     | Grey's Anatomy                    | Adele Webber                  | "If Only You Were Lonely"                                            | ABC                                                                   |         |
| Julia Ormond       | Mad Men                           | Marie Calvet                  | "The Phantom"                                                        | AMC                                                                   |         |
| Jean Smart         | Harry's Law                       | Roseanna Remmick              | "The Rematch"                                                        | NBC                                                                   |         |
| Uma Thurman        | Smash                             | Rebecca Duvall                | "Tech"                                                               | NBC                                                                   |         |
| 2013 (65ns)        |                                   |                               |                                                                      |                                                                       |         |
| Carrie Preston     | The Good Wife                     | Elsbeth Tascioni              | "Je Ne Sais What?"                                                   | CBS                                                                   |         |
| Linda Cardellini   | Mad Men                           | Sylvia Rosen                  | "Man with a Plan"                                                    | AMC                                                                   |         |
| Joan Cusack        | Shameless                         | Sheila Jackson                | "A Long Way From Home"                                               | Showtime                                                              |         |
| Jane Fonda         | The Newsroom                      | Leona Lansing                 | "The 112th Congress"                                                 | HBO                                                                   |         |
| Margo Martindale   | The Americans                     | Claudia                       | "The Colonel"                                                        | FX                                                                    |         |
| Diana Rigg         | Game of Thrones                   | Lady Olenna Tyrell            | "And Now His Watch Is Ended"                                         | HBO                                                                   |         |
| 2014 (66ns)        |                                   |                               |                                                                      |                                                                       |         |
| Allison Janney     | Masters of Sex                    | Margaret Scully               | "Brave New World"                                                    | Showtime                                                              |         |
| Kate Burton        | Scandal                           | Vice President Sally Langston | "A Door Marked Exit"                                                 | ABC                                                                   |         |
| Jane Fonda         | The Newsroom                      | Leona Lansing                 | "Red Team III"                                                       | HBO                                                                   |         |
| Kate Mara          | House of Cards                    | Zoe Barnes                    | "Chapter 14"                                                         | Netflix                                                               |         |
| Margo Martindale   | The Americans                     | Claudia                       | "Behind the Red Door"                                                | FX                                                                    |         |
| Diana Rigg         | Game of Thrones                   | Lady Olenna Tyrell            | "The Lion and the Rose"                                              | HBO                                                                   |         |
| 2015 (67ns)        |                                   |                               |                                                                      |                                                                       |         |
| Margo Martindale   | The Americans                     | Claudia                       | "I Am Abassin Zadran"                                                | FX                                                                    |         |
| Khandi Alexander   | Scandal                           | Maya Pope                     | "Where the Sun Don't Shine"                                          | ABC                                                                   |         |
| Rachel Brosnahan   | House of Cards                    | Rachel Posner                 | "Chapter 39"                                                         | Netflix                                                               |         |
| Allison Janney     | Masters of Sex                    | Margaret Scully               | "Parallax"                                                           | Showtime                                                              |         |
| Diana Rigg         | Game of Thrones                   | Lady Olenna Tyrell            | "The Gift"                                                           | HBO                                                                   |         |
| Cicely Tyson       | How to Get Away with Murder       | Ophelia Harkness              | "Mama's Here Now"                                                    | ABC                                                                   |         |
| 2016 (68ns)        |                                   |                               |                                                                      |                                                                       |         |
| Margo Martindale   | The Americans                     | Claudia                       | "The Magic of David Copperfield V: The Statue of Liberty Disappears" | FX                                                                    |         |
| Ellen Burstyn      | House of Cards                    | Elizabeth Hale                | "Chapter 41"                                                         | Netflix                                                               |         |
| Allison Janney     | Masters of Sex                    | Margaret Scully               | "Matters of Gravity"                                                 | Showtime                                                              |         |
| Laurie Metcalf     | Horace and Pete                   | Sarah Marsh                   | "Episode 3"                                                          | louisck.net                                                           |         |
| Molly Parker       | House of Cards                    | Jackie Sharp                  | "Chapter 45"                                                         | Netflix                                                               |         |
| Carrie Preston     | The Good Wife                     | Elsbeth Tascioni              | "Targets"                                                            | CBS                                                                   |         |
| 2017 (69ns)        | Alexis Bledel                     | The Handmaid's Tale           | Emily Malek / Ofglen                                                 | "Late"                                                                | Hulu    |
| 2017 (69ns)        | Laverne Cox                       | Orange Is the New Black       | Sophia Burset                                                        | "Doctor Psycho"                                                       | Netflix |
| 2017 (69ns)        | Ann Dowd                          | The Leftovers                 | Patti Levin                                                          | "The Most Powerful Man in the World (and His Identical Twin Brother)" | HBO     |
| 2017 (69ns)        | Shannon Purser                    | Stranger Things               | Barb Holland                                                         | "Chapter Three: Holly, Jolly"                                         | Netflix |
| 2017 (69ns)        | Cicely Tyson                      | How to Get Away with Murder   | Ophelia Harkness                                                     | "Go Cry Somewhere Else"                                               | ABC     |
| 2017 (69ns)        | Alison Wright                     | The Americans                 | Martha Hanson                                                        | "The Soviet Division"                                                 | FX      |
| 2018 (70ns)        | Samira Wiley                      | The Handmaid's Tale           | Moira Strand                                                         | "After"                                                               | Hulu    |
| 2018 (70ns)        | Viola Davis                       | Scandal                       | Annalise Keating                                                     | "Allow Me to Reintroduce Myself"                                      | ABC     |
| 2018 (70ns)        | Kelly Jenrette                    | The Handmaid's Tale           | Annie                                                                | "Other Women"                                                         | Hulu    |
| 2018 (70ns)        | Cherry Jones                      | The Handmaid's Tale           | Holly Maddox                                                         | "Baggage"                                                             | Hulu    |
| 2018 (70ns)        | Diana Rigg                        | Game of Thrones               | Lady Olenna Tyrell                                                   | "The Queen's Justice"                                                 | HBO     |
| 2018 (70ns)        | Cicely Tyson                      | How to Get Away with Murder   | Ophelia Harkness                                                     | "I'm Going Away"                                                      | ABC     |
| 2019 (71ns)        |                                   |                               |                                                                      |                                                                       |         |
| Cherry Jones       | The Handmaid's Tale               | Holly Maddox                  | "Holly"                                                              | Hulu                                                                  |         |
| Laverne Cox        | Orange Is the New Black           | Sophia Burset                 | "Well This Took a Dark Turn"                                         | Netflix                                                               |         |
| Jessica Lange      | American Horror Story: Apocalypse | Constance Langdon             | "Return to Murder House"                                             | FX                                                                    |         |
| Phylicia Rashad    | This Is Us                        | Carol Clarke                  | "Our Little Island Girl"                                             | NBC                                                                   |         |
| Cicely Tyson       | How to Get Away with Murder       | Ophelia Harkness              | "Where Are Your Parents?"                                            | ABC                                                                   |         |
| Carice van Houten  | Game of Thrones                   | Melisandre of Asshai          | "The Long Night"                                                     | HBO                                                                   |         |

### Dècada del 2020
| Any               | Actriu                      | Programa             | Personatge                         | Episodi(s)  | Cadena |
| ----------------- | --------------------------- | -------------------- | ---------------------------------- | ----------- | ------ |
| 2020 (72ns)       |                             |                      |                                    |             |        |
| Cherry Jones      | Succession                  | Nan Pierce           | "Tern Haven"                       | HBO         |        |
| Alexis Bledel     | The Handmaid's Tale         | Emily Malek / Ofglen | "God Bless the Child"              | Hulu        |        |
| Laverne Cox       | Orange Is the New Black     | Sophia Burset        | "God Bless America"                | Netflix     |        |
| Phylicia Rashad   | This Is Us                  | Carol Clarke         | "Flip a Coin"                      | NBC         |        |
| Cicely Tyson      | How to Get Away with Murder | Ophelia Harkness     | "Stay"                             | ABC         |        |
| Harriet Walter    | Succession                  | Caroline Collingwood | "Return"                           | HBO         |        |
| 2021 (73ns)       |                             |                      |                                    |             |        |
| Claire Foy        | The Crown                   | Princess Elizabeth   | "48:1"                             | Netflix     |        |
| Alexis Bledel     | The Handmaid's Tale         | Emily Malek / Ofglen | "Testimony"                        | Hulu        |        |
| Mckenna Grace     | The Handmaid's Tale         | Esther Keyes         | "Pigs"                             | Hulu        |        |
| Sophie Okonedo    | Ratched                     | Charlotte Wells      | "The Dance"                        | Netflix     |        |
| Phylicia Rashad   | This Is Us                  | Carol Clarke         | "I've Got This"                    | NBC         |        |
| 2022 (74ns)       |                             |                      |                                    |             |        |
| Lee Yoo-mi        | Squid Game                  | Ji-Yeong             | "Gganbu"                           | Netflix     |        |
| Hope Davis        | Succession                  | Sandi Furness        | "Retired Janitors of Idaho"        | HBO         |        |
| Marcia Gay Harden | The Morning Show            | Maggie Brener        | "Testimony"                        | Apple TV+   |        |
| Martha Kelly      | Euphoria                    | Laurie               | "Stand Still Like the Hummingbird" | HBO         |        |
| Sanaa Lathan      | Succession                  | Lisa Arthur          | "What It Takes"                    | HBO         |        |
| Harriet Walter    | Succession                  | Caroline Collingwood | "Chiantishire"                     | HBO         |        |
| 2023 (75ns)       |                             |                      |                                    |             |        |
| Storm Reid        | The Last of Us              | Riley Abel           | "Left Behind"                      | HBO         |        |
| Hiam Abbass       | Succession                  | Marcia Roy           | "Honeymoon States"                 | HBO         |        |
| Cherry Jones      | Succession                  | Nan Pierce           | "The Munsters"                     | HBO         |        |
| Melanie Lynskey   | The Last of Us              | Kathleen Coghlan     | "Endure and Survive"               | HBO         |        |
| Anna Torv         | The Last of Us              | Tess Servopoulos     | "Infected"                         | HBO         |        |
| Harriet Walter    | Succession                  | Caroline Collingwood | "Church and State"                 | HBO         |        |
| 2024 (76ns)       |                             |                      |                                    |             |        |
| Michaela Coel     | Mr. & Mrs. Smith            | Bev                  | "Infidelity"                       | Prime Video |        |
| Claire Foy        | The Crown                   | Elizabeth II         | "Sleep, Dearie Sleep"              | Netflix     |        |
| Marcia Gay Harden | The Morning Show            | Maggie Brener        | "Update Your Priors"               | Apple TV+   |        |
| Sarah Paulson     | Mr. & Mrs. Smith            | Therapist            | "Couples Therapy (Naked & Afraid)" | Prime Video |        |
| Parker Posey      | Mr. & Mrs. Smith            | Other Jane           | "Double Date"                      | Prime Video |        |

## Actrius amb múltiples guardons
2 guardons
- Patricia Clarkson
- Cherry Jones (consecutius)
- Shirley Knight
- Margo Martindale (consecutius)
- Amanda Plummer
- Alfre Woodard

## Sèries amb multiples guardons
| 5 guardons - Law & Order: Special Victims Unit (4 consecutius) 3 - The Handmaid's Tale (consecutius) - The Practice (2 consecutius) | 2 wins - The Americans (consecutius) - The Good Wife (consecutius) - NYPD Blue - Six Feet Under |

## Actrius amb multiples nominacions
| 5 nominacions - Cicely Tyson 4 nominacions - Cherry Jones - Shirley Knight - Margo Martindale - Diana Rigg - Alfre Woodard 3 nominacions - Alexis Bledel - Ellen Burstyn - Kate Burton - Veronica Cartwright - Laverne Cox - Joan Cusack - Penny Fuller - Marcia Gay Harden - Allison Janney - Swoosie Kurtz - Cloris Leachman - Kay Lenz - Marlee Matlin - Phylicia Rashad - Jean Smart - Harriet Walter | 2 nominacions - Kathy Baker - Patricia Clarkson - Colleen Dewhurst - Loretta Devine - Patty Duke - Sally Field - Louise Fletcher - Jane Fonda - Claire Foy - Eileen Heckart - Diane Ladd - Mary McDonnell - Jayne Meadows - Martha Plimpton - Amanda Plummer - CCH Pounder - Carrie Preston - Lili Taylor - Lily Tomlin |

## Sèries amb multiples nominacions
| 14 nominacions - Law & Order: Special Victims Unit 9 nominacions - Grey's Anatomy 8 nominacions - ER - The Handmaid's Tale - Succession 6 nominacions - Six Feet Under - St. Elsewhere 5 nominacions - The Americans - Game of Thrones - How to Get Away with Murder - The Practice - Road to Avonlea | 4 nominacions - Homicide: Life on the Street - House of Cards - Law & Order - Mad Men - NYPD Blue - Touched by an Angel - The X-Files 3 nominacions - Big Love - China Beach - The Good Wife - The Last of Us - Masters of Sex - Mr. & Mrs. Smith - Orange Is the New Black - Scandal - Shameless - thirtysomething - This Is Us | 2 nominacions - Cagney & Lacey - Chicago Hope - The Crown - Fallen Angels - Huff - Joan of Arcadia - L.A. Law - Midnight Caller - Moonlighting - The Morning Show - The Newsroom - Nip/Tuck - Picket Fences |